# Callopora
Callopora is een mosdiertjesgeslacht uit de familie van de Calloporidae en de orde Cheilostomatida. De wetenschappelijke naam ervan is in 1848 voor het eerst geldig gepubliceerd door Gray.

## Soorten
- Callopora armata O'Donoghue & O'Donoghue, 1926
- Callopora bathyalis Harmelin, 1975
- Callopora canui Silén, 1941
- Callopora caudata Canu & Bassler, 1928
- Callopora confluens Cook, 1968
- Callopora corniculifera (Hincks, 1882)
- Callopora craticula (Alder, 1856)
- Callopora decidua Dick & Ross, 1988
- Callopora depressa Cook, 1968
- Callopora derjugini Kluge, 1955
- Callopora deseadensis Lopez Gappa, 1981
- Callopora discreta (Hincks, 1862)
- Callopora dumerilii (Audouin, 1826)
- Callopora floridana Winston, 2016
- Callopora horridoidea Androsova, 1958
- Callopora inaviculata Seo & Min, 2009
- Callopora inconspicua (O'Donoghue & O'Donoghue, 1923)
- Callopora inermis Liu & Wass, 2000?
- Callopora jamesi O'Donoghue & de Watteville, 1944
- Callopora klugei Androsova, 1958
- Callopora lamellata Androsova, 1958
- Callopora lata (Kluge, 1907)
- Callopora lineata (Linnaeus, 1767)
- Callopora longispinosa Androsova, 1958
- Callopora macilenta (Jullien, 1882)
- Callopora minuscula (Hincks, 1882)
- Callopora nazcae Moyano, 1991
- Callopora nuda Dick & Ross, 1988
- Callopora nuda Kühn, 1930
- Callopora obesa Kluge, 1952
- Callopora panhoplites (Ortmann, 1890)
- Callopora pumicosa Canu & Bassler, 1928
- Callopora rylandi Bobin & Prenant, 1965
- Callopora sarae Grischenko, Dick & Mawatari, 2007
- Callopora sedovi Kluge, 1962
- Callopora septentrionalis Denisenko, 2016
- Callopora sigillata (Pourtalès, 1867)
- Callopora thaxterae Winston & Hayward, 2012
- Callopora verrucosa Canu & Bassler, 1930
- Callopora weslawski Kuklinski & Taylor, 2006

Niet geaccepteerde soorten:
- Callopora amissavicularis Kluge, 1952 → Tegella amissavicularis (Kluge, 1952)
- Callopora aurita (Hincks) → Amphiblestrum auritum (Hincks, 1877)
- Callopora brevispina O'Donoghue & O'Donoghue, 1926 → Alderina brevispina (O'Donoghue & O'Donoghue, 1926)
- Callopora elegantula Hall, 1852 → Hallopora elegantula (Hall, 1852) †
- Callopora exigua Barroso, 1920 → Copidozoum exiguum (Barroso, 1920)
- Callopora guernei (Jullien, 1903) → Parellisina curvirostris (Hincks, 1862)
- Callopora horrida (Hincks, 1880) → Tegella horrida (Hincks, 1880)
- Callopora minuta Harmelin, 1973 → Allantopora minuta (Harmelin, 1973)
- Callopora onychocelloides (Calvet, 1909) → Klugeflustra onychocelloides (Calvet, 1909)
- Callopora precocialis Gordon, 1984 → Pyriporoides precocialis (Gordon, 1984)
- Callopora smitti Kluge, 1946 → Copidozoum smitti (Kluge, 1946)
- Callopora subalbida Canu & Bassler, 1929 → Parellisina subalbida (Canu & Bassler, 1929)
- Callopora tenuirostris (Hincks, 1880) → Copidozoum tenuirostre (Hincks, 1880)
- Callopora tenuissima Canu & Bassler, 1928 → Parellisina tenuissima (Canu & Bassler, 1928)
- Callopora triangulata O'Donoghue & O'Donoghue, 1926 → Hincksina velata (Hincks, 1881)
- Callopora ungavensis Osburn, 1932 → Callopora lata (Kluge, 1907)
- Callopora velata (Hincks, 1881) → Hincksina velata (Hincks, 1881)
- Callopora whiteavesi Norman, 1903 → Flustrellaria whiteavesi (Norman, 1903)